# Antonio Maria Jaci

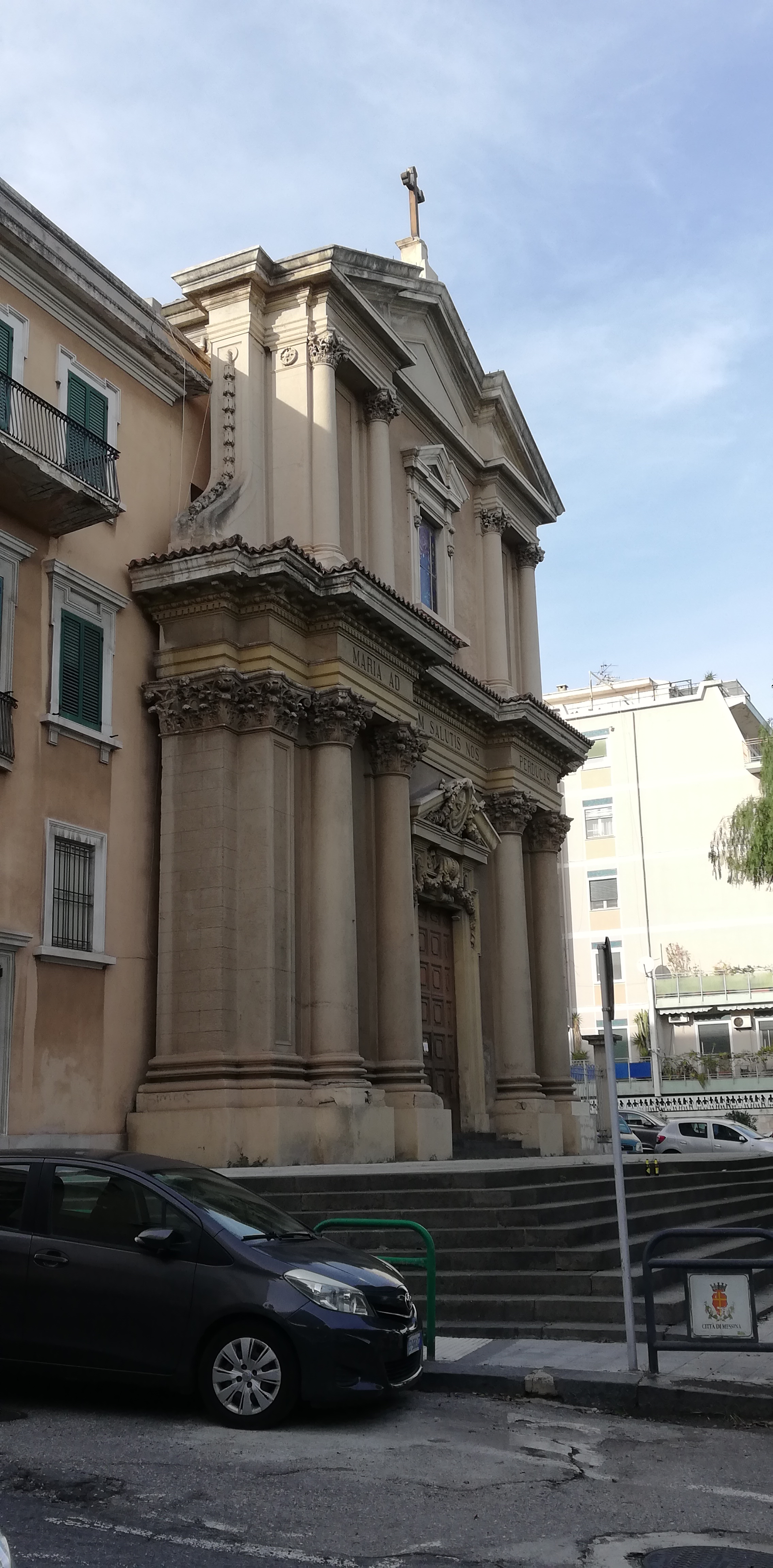
Santa Maria di Porto Salvo, Messina, Sicilië. Hier was eens zijn graf.

Antonio Maria Jaci (Napels, 15 oktober 1739 – Messina, 5 februari 1815) was in het koninkrijk Sicilië een wiskundige, aardrijkskundige en Rooms priester.

## Levensloop
Jaci werd geboren in Napels, hoofdstad van het gelijknamige koninkrijk. Zijn ouders waren Nicolo Jaci, een Napolitaan, en Agata Ferrara, afkomstig uit Messina in het koninkrijk Sicilië. Na de vroegtijdige dood van zijn beide ouders, trok de weesjongen naar zijn oom Annibale Ferrara in Messina. Jaci leerde bij de jezuïeten filosofie en wiskunde. De jezuïeten zorgden ervoor dat hij naar de universiteit van Messina mocht, waar hij wiskunde, fysica en geneeskunde studeerde; tevens stuurden de jezuïeten hem richting priesterschap. De financiële situatie van Jaci was berooid. Hij moest daarom zijn priesterstudies afbreken in 1757 – hij was achttien – om ze vervolgens te hernemen om in 1765 tot priester gewijd te worden. 
In 1780 zocht Jaci zijn geluk in zijn geboortestad Napels. Hij solliciteerde voor het ambt van docent in het Collegio Nautico, de marineschool van Napels. Omdat niemand hem kende en omdat hij geen aanbevelingsbrieven op zak had, stuurde het Collegio Nautico hem weg.
Jaci keerde naar Messina terug. Hij kreeg van de aartsbisschop een post van docent natuurfilosofie en wiskunde aan het priesterseminarie, en dit voor een hongerloon.
Niettemin wierp Jaci zich op onderzoek ten behoeve van de marine. Dat de Engelse marine Sicilië aandeed, bracht hem informatie over wat geografen in Londen bezig hield. De contacten tussen Sicilië en de Engelse vloot namen toe nadat het koninkrijk Napels gevallen was onder Napoleontisch bestuur en het Huis Bourbon zich voor jaren terugtrok op Sicilië. De Engelse vloot was de gehele achttiende eeuw op zoek naar de juiste methode om de lengtegraad te meten. De breedtegraad was eerder gemakkelijk te vinden met een sextant, maar niet de lengtegraad. Sinds 1714 beloofde het Engelse parlement een premie van 20.000 pond sterling voor de wetenschapper die dit uitklaarde. John Harrison zocht heel zijn leven naar de oplossing om uiteindelijk, op hoge leeftijd, de methode van de twee klokken op punt te stellen: een klok volgt de Greenwich Meridiaan en de andere klok de lokale tijd. Uit het verschil tussen de twee klokken berekenden officieren de lengtegraad (1773). 
Jaci had, los van John Harrison, een andere oplossing gevonden. Jaci bewees dat met een kolf gevuld met kwik en een thermometer de lengtegraad op zee prima kon berekend worden door de sterrenhemel te observeren. Deze methode bekend in Messina, kende geen ingang bij de Engelse zeelui. Jaci werd lid van een wetenschappelijk gezelschap met de naam Accademia dei Pericolanti, waar hij ook voordrachten gaf en zijn wetenschappelijke notities besprak.
Sicilië besliste begin jaren 1800 over te gaan van de oude Italiaanse tijd naar de standaardtijd gebaseerd op de Greenwich Mean Time. Hiertoe moesten de zeelui in de haven van Messina de meridiaan kennen; ook de lokale bevolking moest wennen aan het standaarduur. De Accademia dei Pericolanti gaf hiertoe aan Jaci de opdracht voor de bouw van een gesofistikeerde middagzonnewijzer. In 1804 vond de bouw van dit marmeren werk plaats in de kathedraal van Messina. Jaci deed de berekeningen alleen. De zonnewijzer was dubbel: twee ogen om de zonnestraal te capteren, alsook een grote gnomon (zonnewijzer) 25,74 m hoog, die schaduw wierp. Jaci liet instructies ophangen met zowel de oude Italiaanse tijd als de standaardtijd. Tevens werden de tekens van de dierenriem, de maanden en de dagen en de hoek die de zon maakt, aangegeven. Jaci had een correctie gemaakt voor het geval om een schrikkeljaar ging. De gegevens stonden gericht naar de ingang van de kathedraal. 
Naar het einde van zijn leven was Jaci blind. De senaat van Messina gaf hem een kleine rente, waarmee hij kon overleven in zijn barak. Het was dezelfde barak als die hij na de aardbeving van 1783 had getimmerd. Jaci wou Messina niet meer verlaten. Hij schreef hierover dat de stad (Messina) die hem als jongetje had opgevangen, ook zijn as mocht krijgen.
Hij werd begraven in de Santa Maria di Porto Salvo kerk, een kerk voor zeelui (1815). Enige jaren nadien spoelde de kerkvloer weg tijdens een overstroming. Het graf bestaat niet meer.
Tijdens de aardbeving van 1908 werd de kathedraal beschadigd. De middagzonnewijzer van Jaci werd onbruikbaar. Ten gevolge van de geallieerde bombardementen tijdens de Tweede Wereldoorlog gingen alle marmeren delen stuk (1943). De middagzonnewijzer bestaat sindsdien niet meer.

## Publicaties
Door zijn armtierige levensomstandigheden kon Jaci slechts weinig van zijn wetenschappelijke bevindingen in boekvorm publiceren. Het meeste bleef in manuscriptvorm en ging verloren.
- Metodo facile per ritrovare la longitudine idrografica, con l'ajuto dell'ampolletta mercuriale, et del termometro, ad uso de'piloti (1787).[5] Dit boek behandelt zijn meetmethode om op zee de lengtegraad te meten, met behulp van twee waarnemers onder de sterrenhemel.
- L'orizzonte della longitudine, ossia la nuova macchina con la quale due osservatori, visionando gli astri, possono calcolare la longitudine, la latitudine e l'azimut della nave (1798). In dit boek breidde hij het onderwerp uit met metingen van de breedtegraad en het azimut.
- Dissertazione sulla facile soluzione delle equazioni cubiche e del caso irriducibile con un solo metodo (1808). Dit boek behandelt een rekenwijze om snel derdegraadsvergelijkingen op te lossen.
- La longitudine in mare, ovvero una nuova aggiunta all'orizzonte (1813). Dit boek behandelt zijn meting van de lengtegraad op zee.

## Eerbewijzen
In Messina is een straat naar hem genoemd, alsook de hogeschool Istituto Tecnico Commerciale e per il Turismo opgericht in 1862 na de eenmaking van Italië. De hogeschool wordt kortweg de Jaci genoemd.